# الكسندر بلير
الكسندر بلير (بالإنجليزية: Alexander Blair)‏ هو مهندس معماري أمريكي، ولد في 22 أبريل 1867، وتوفي في 16 نوفمبر 1931.